# 1966 en informatique
1965 en informatique - 1966 - 1967 en informatique
Cet article présente les principaux évènements de 1966 dans le domaine informatique

## Évènements
- Création en France du Comité de recherche en informatique dans le cadre du Plan Calcul
- Mai : Steven Gray fonde le club Amateur Computer Society
- Xerox commercialise la première souris
- Normalisation du code ASCII